# لوداکریس
کریستوفر برایان بریجز (به انگلیسی: Christopher Brian Bridges) (زاده ۱۱ سپتامبر ۱۹۷۷) که با نام لوداکریس شناخته می‌شود، بازیگر و رپر آمریکایی است.

## فیلم‌شناسی

### فیلم
| سال  | عنوان             | یادداشت |
| ---- | ----------------- | ------- |
| ۲۰۰۱ | واش               |         |
| ۲۰۰۳ | ۲ سریع و ۲ خشمگین |         |
| ۲۰۰۴ | تصادف             |         |
| ۲۰۰۵ | شتاب و طغیان      |         |
| ۲۰۰۷ | فرد کلاوس         |         |
| ۲۰۰۸ | راکنرولا          |         |
| ۲۰۰۸ | مکس پین           |         |
| ۲۰۰۸ | دروغ نگو توپ      |         |
| ۲۰۰۹ | گیمر              |         |
| ۲۰۱۱ | بدون تعهد         |         |
| ۲۰۱۱ | سریع و خشمگین ۵   |         |
| ۲۰۱۱ | شب سال نو         |         |
| ۲۰۱۳ | سریع و خشمگین ۶   |         |
| ۲۰۱۵ | خشمگین ۷          |         |
| ۲۰۱۷ | سرنوشت خشمگین     |         |
| ۲۰۱۸ | نمایش سگ‌ها        |         |
| ۲۰۲۱ | اف۹               |         |
| ۲۰۲۳ | فست اکس           |         |